# Profitmaksimering
I økonomi er profitmaksimering den proces hvor virksomheder bestemmer den pris og den produktionsmængde, som giver den største profit. Der er mange forskellige tilgange til dette forhold, og det afhænger også af hvilken form for marked virksomheden opererer på.
Profitten kan defineres som de totale indtægter minus de totale omkostninger. Profitmaksimering implicerer altså enten en minimering af omkostningerne, eller en maksimering af indtægterne.

## Fuldkommen konkurrence
De samlede indtægter (TR fra engelsk total revenue) på et marked med fuldkommen konkurrence kan, da alle virksomheder er pristagere, beregnes som:
{\displaystyle TR=P*Q}
hvor Q er det samlede antal solgte enheder og P er prisen.
De gennemsnitlige indtægter pr. vare (AR fra engelsk average revenue) er TR divideret med det samlede antal vareenheder (Q). På et marked med fuldkommen konkurrence svarer dette til markedsprisen (P):
{\displaystyle AR=TR/Q=P}
De marginale indtægter er
{\displaystyle MR=dTR/dQ} (dvs. MR = TR differentieret mht. Q)
Firmaets samlede udgifter defineres som summen af firmaets variable og faste omkostninger forbundet med produktionen. De variable omkostninger relaterer sig til produktionen af den enkelte vareenhed, mens faste omkostninger (f.eks. udgifter til fabrikslokale) er udgifter, der ikke kan ændres på kort sigt. Dette kan udtrykkes som
{\displaystyle TC=TFC+TVC} (dvs. samlede omkostninger = samlede faste omkostninger + samlede variable omkostninger, på engelsk: Total Cost = Total Fixed Cost + Total Variable Cost)
På samme måde som ved indtægtssiden beregnes firmaets gennemsnitlige variable omkostninger (AVC) og marginalomkostninger (MC)
{\displaystyle AVC=TVC/Q}
{\displaystyle MC=dTVC/dQ} (dvs. MC = TVC differentieret mht. Q)
Marginalomkostningerne omhandler pr. definition kun de variable dele af udgiftssiden.
Tilsvarende findes de gennemsnitlige (total)omkostninger (ATC eller AC) og (igen) de marginale (total)omkostninger (MC)
{\displaystyle AC=TC/Q}
{\displaystyle MC=dTC/dQ} (dvs. MC = TC differentieret mht. Q) Da marginalomkostningerne kun omhandler de variable dele af udgiftssiden er {\displaystyle MC=dTVC/dQ=dTC/dQ}
 Kort sigt:
For virksomheder på et marked med fuldkommen konkurrence gælder det at P = AR = MR, da de er pristagere. Da marginalomkostningerne samtidig er stigende (se omkostningsfunktion) findes den maksimale profit i et af de punkter, hvor marginalomkostningerne er lig marginalindtægterne. I alle andre punkter vil det kunne betale sig for virksomheden at sætte produktionen enten op eller ned, da en enhed mindre eller en enhed mere vil øge profitten.
Hvis P = MC = MR to steder skal virksomheden vælge det punkt, hvor profitten er størst. Selv hvis den maksimerede profit er negativ kan det under visse forudsætninger betale sig for virksomheden at fortsætte produktionen. Da virksomheden på det korte sigt ikke kan undgå de faste omkostninger skal virksomheden selv med negativ profit, under forudsætning af man tror på bedre tider, fortsætte produktionen hvis de samlede indtægter (Total Revenue, TR) overstiger de samlede variable omkostninger (Total Variable Cost, TVC):
{\displaystyle TR>TVC}
Dette kan ved at dividere med Q forsimples til:
{\displaystyle TR/Q>TVC/Q=>P>AVC}
Virksomheden skal fortsætte produktionen såfremt den markedsprisen (P) er større end firmaets gennemsnitlige variable omkostninger (Average Variable Cost, AVC), da dette vil minimere firmaets underskud. Med andre ord betyder P > AVC at et totalt produktionsstop vil medføre et maksimalt tab for firmaet. Firmaets faste omkostninger (Total Fixed Costs, TFC) skal betales uanset om firmaet producerer eller ej (firmaets samlede omkostninger er lig summen af samlede faste og samlede variable omkostninger: TC = TFC + TVC)
Såfremt P > AVC skal firmaet fortsat producere til markedet, idet denne situation vil give firmaet et lavere tab end ved ingen produktion. Firmaet vil da få dækket de variable omkostninger ved produktionen (TVC) og nogle men ikke alle af firmaets faste omkostninger (TFC). Såfremt markedsprisen (P) falder til under firmaets gennemsnitlige variable omkostninger (dvs. P < AVC) er der indtruffet en shutdown condition, og firmaet minimerer da bedst sit tab ved at lukke.
På kort sigt ser en virksomheds udbudskurve altså sådan ud:

 Lang sigt:
På lang sigt skal prisen ikke bare være over de variable, men de samlede omkostninger, da virksomheden ikke er bundet til nogen omkostninger overhovedet.

Udregning af profit
Profitten (forkortes π) er arealet mellem skæringen mellem MC-kurven og MR-kurven og de gennemsnitlige totale omkostninger (ATC) ganget mængden. Pi-tegnet er en forkortelse, og har intet at gøre med den matematiske konstant pi.
{\displaystyle Profit=(P-ATC)*Q}

Hele markedet på lang sigt – nul-profit betingelsen
En af egenskaberne ved et fuldkomment marked er, at virksomheder frit kan træde ind og ud af markedet. Det skaber en dynamik, hvor virksomheder vil komme til et marked så længe, der er en positiv profit, hvilket hele tiden presser profitten ned, og træde ud af markedet så længe der er en negativ profit, hvilket trækker profitten op.
På langt sigt vil profitten altså overraskende være nul. Prisen vil altså blive lig med de minimale gennemsnitlige totale omkostninger.
Grunden til at det alligevel kan betale sig for virksomhederne at blive på markedet er, at der i de totale omkostninger er taget højde for alle alternativomkostningerne. Det er altså stadig den bedste handling for virksomheden. Nul-profit betingelsen har altså den konsekvens, at en prisstigning skabt af øget efterspørgsel i sidste ende vil blive neutraliseret (da markedet vil blive attraktivt for flere virksomheder), og prisen vil vende tilbage til sit udgangspunkt.
I mange brancher vil udbudskurven dog alligevel på lang sigt være opadgående. For det første fordi flere virksomheder indenfor markedet bl.a. vil gøre produktionsfaktorerne dyrere, og for det andet, fordi forudsætningen om, at alle virksomheder har de samme omkostninger, normalt ikke gælder, og det typisk er de mest effektive, som er trådt først ind på markedet.

## Monopol
Når en virksomhed har monopol skifter den fra at være pristager til at være prissætter. En monopol virksomhed står altså ikke overfor en fast pris, da dens pris afhænger af hvor meget den vælger at producere. De marginale indtægter er altså ikke kun afhængige af prisen, men også af mængden. Jf. loven om den faldende efterspørgsel står virksomheden altså i trade-off mellem at prøve at øge profitmassen ved at sælge mange enheder eller ved at have en høj profit pr. enhed.
Den optimale mængde findes også for et monopol ved at sætte MR = MC. Den optimale pris derimod findes ved, at kombinere denne mængde og efterspørgselsfunktionen til at finde den optimale pris. Monopolvirksomhedens profit kan da måles præcis som profitten for en virksomhed under fuldkommen konkurrence.
{\displaystyle Profit=(P-ATC)*Q}
For yderligere at maksimere sin profit gør monopol ofte også brug af prisdiskriminering.
| Økonomi | Spire Denne artikel om økonomi er en spire som bør udbygges. Du er velkommen til at hjælpe Wikipedia ved at udvide den. |